# Johannes Sjöstrand
Johannes Sjöstrand, född 1947, är en svensk matematiker.
Sjöstrand disputerade 1972 vid Lunds universitet. Han är professor i matematik vid Université de Bourgogne och är ledamot av Vetenskapsakademien.